# C. J. Mosley
Clint “C. J.” Mosley Jr. (* 19. Juni 1992 in Mobile, Alabama) ist ein ehemaliger US-amerikanischer American-Football-Spieler auf der Position des Linebackers. Er spielte für die Baltimore Ravens und die New York Jets in der National Football League (NFL).

## Karriere

### College
Mosley, der schon früh großes sportliches Talent erkennen ließ – so spielte er in der Highschool auch Basketball und betrieb Leichtathletik –, hatte Angebote von verschiedenen Universitäten, entschied sich für die University of Alabama und spielte für deren Team, die Crimson Tide überaus erfolgreich College Football. Er konnte mit seiner Mannschaft nicht nur zweimal die Landesmeisterschaft gewinnen, er selbst wurde vielfach ausgezeichnet, darunter mit dem renommierten Butkus Award. Insgesamt konnte er in 59 Spielen 317 Tackles setzen, 6,5 Sacks erzielen und 19 Pässe verteidigen. Darüber hinaus gelangen ihm fünf Interceptions sowie drei Touchdowns.

### NFL

#### Baltimore Ravens
Die Baltimore Ravens wählten ihn 2014 in der ersten Runde des NFL Drafts als 17. Spieler aus. Er konnte sich in seiner Rookie-Saison sofort im Team etablieren und lief in allen Partien als Starter auf. Er beendete seine erste Profi-Saison mit 133 Tackles und wurde gleich in den Pro Bowl berufen.
2015 gelang ihm im Match gegen die Cincinnati Bengals sogar ein Touchdown. Nach einer weiteren Spielzeit, in der er konstant gute Leistungen zeigte, erfolgte 2016 seine zweite Pro-Bowl-Berufung. Weitere Nominierungen folgten 2017 und 2018.

#### New York Jets
Alle Bemühungen der Ravens, Mosley auch über die Saison 2018 hinaus an sich zu binden, waren erfolglos. Am 13. März 2019 unterzeichnete er einen lukrativen Fünfjahresvertrag über 85 Millionen US-Dollar bei einer Garantiesumme von 51 Millionen Dollar bei den New York Jets. Mit durchschnittlich 17 Millionen Dollar pro Jahr stieg er damit zum Topverdiener unter den Linebackern auf und übertraf den damaligen Rekordvertrag von Luke Kuechly von den Carolina Panthers aus dem Jahr 2015 (62 Millionen Dollar in fünf Jahren). Wegen einer Leistenverletzung, die er sich am ersten Spieltag zugezogen hatte, kam Mosley 2019 nur in zwei Spielen zum Einsatz. Für die Saison 2020 nahm er die Opt-Out-Möglichkeit aufgrund der COVID-19-Pandemie wahr.
Im März 2025 wurde Mosley von den Jets entlassen. Anschließend beendete er im Juni 2025 seine professionelle Karriere.